# Коломбо (округ)
Коломбо (синг. කොළඹ දිස්ත්‍රික්කය, там. கொழும்பு மாவட்டம) — один из 25 округов Шри-Ланки. Входит в состав Западной провинции страны. Административный центр — фактическая столица страны, город Коломбо.
Площадь округа составляют 699 км². В административном отношении подразделяется на 13 подразделений.
Население округа по данным переписи 2012 года составляет 2 309 809 человек (11,40 % от всего населения страны). 76,69 % населения составляют сингальцы; 10,51 % — ларакалла; 10,01 % — ланкийские тамилы; 1,18 % — индийские тамилы и 1,61 % — другие этнические группы. 70,66 % населения исповедуют буддизм; 11,76 % — ислам; 9,56 % — христианство и 7,89 % — индуизм.